# Chlorfentermina
Chlorfentermina – organiczny związek chemiczny z grupy fenyloetyloamin, metylowa pochodna chloroamfetaminy, chlorowa pochodna fenterminy. Handlowo dostępna głównie w postaci chlorowodorku. Wykazuje wybiórcze działanie na podwzgórzowy ośrodek głodu.
Jest lekiem anorektycznym (zmniejszającym łaknienie), wprowadzonym do lecznictwa w 1962 roku. Dawniej szeroko stosowany w początkowym stadium leczenia otyłości. Wykazuje wiele działań niepożądanych, m.in. zaburzenia czynności OUN, drażliwość, reakcje hiperkinetyczne, zaburzenia dyspeptyczne, ekstrasytolię komorową, częstoskurcz zatokowy i inne. Obecnie lek stracił na znaczeniu niemal całkowicie, ze względu na wprowadzenie nowszych, bezpieczniejszych preparatów stosowanych w farmakoterapii otyłości (np. chlorowodorek sibutraminy, orlistat).
W Polsce był dostępny pod nazwą handlową Avipron (tabl. 0,025 g), produkowany od początku lat 70. do końca lat 90. XX wieku przez Łódzkie Przedsiębiorstwo Farmaceutyczne Polon.
Na świecie znany pod nazwami Apsedon, Desopimon, Lucofen, Pre-Sate, Avicol.